# Landtag (Fürstentum Schwarzburg-Sondershausen)
Der Landtag des Fürstentums Schwarzburg-Sondershausen war zwischen 1843 und 1918 der Landtag des Fürstentums Schwarzburg-Sondershausen.

## Vorgeschichte

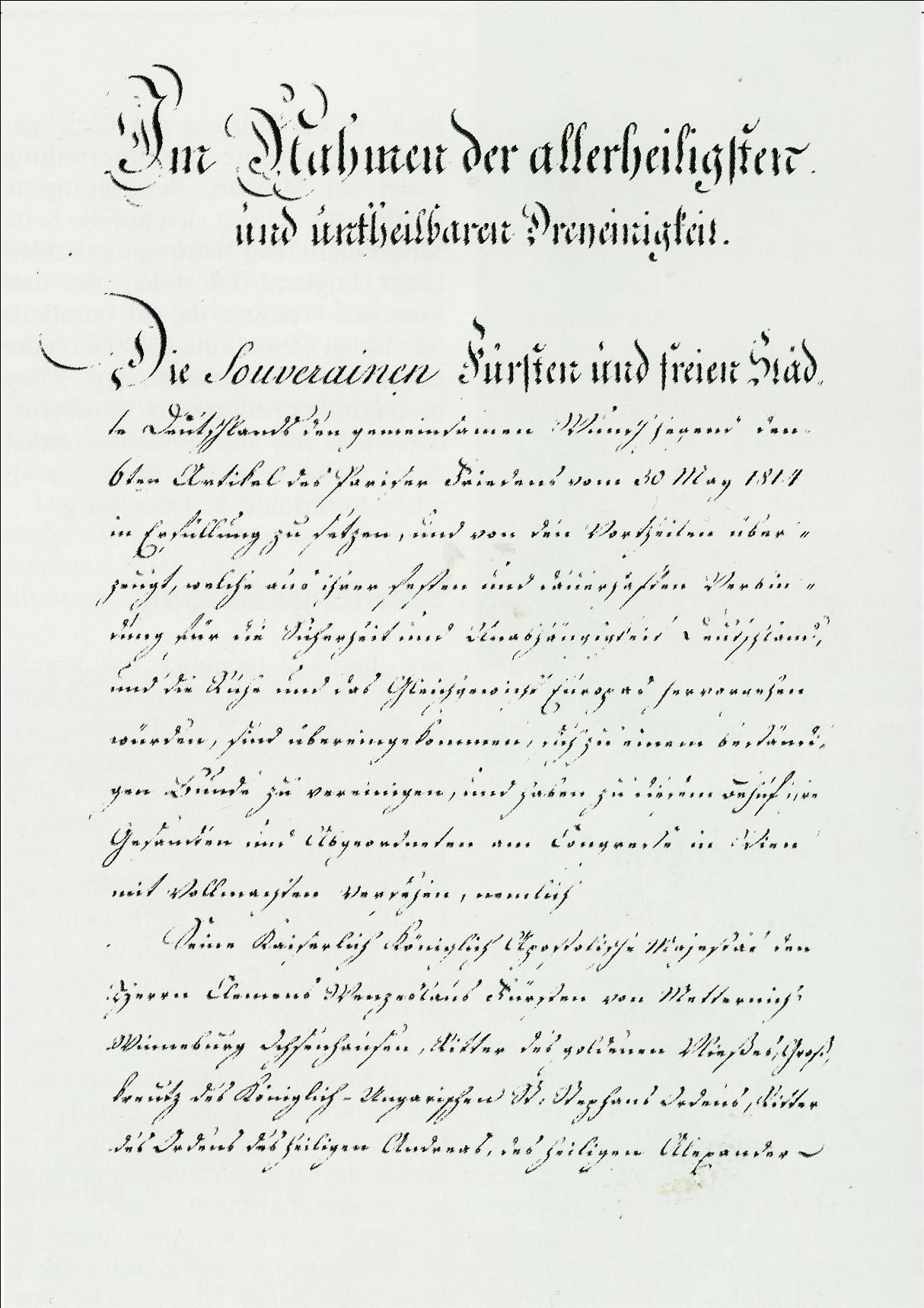
Bundesakte von 1815

Artikel 13 der Deutschen Bundesakte schrieb vor, dass die Staaten des Deutschen Bundes eine landständische Verfassung erlassen sollten. Dies erfolgte jedoch in Schwarzburg-Sondershausen zunächst nicht. Nach der französischen Julirevolution 1830 bildete sich auch in Schwarzburg-Sondershausen eine Verfassungsbewegung. Als Ergebnis entstand die Landständische Verfassungsurkunde des Fürstentums Schwarzburg-Sondershausen vom 28. Dezember 1830. Diese vom Geheimen Consilium erarbeitete Verfassung stieß im Fürstentum und in ganz Deutschland auf scharfe Kritik, da die gewährten Freiheits- und Mitbestimmungsrechte weit hinter dem in anderen Ländern Üblichen zurückblieb. Fürst Günther Friedrich Carl I. nutzte die Kritik als Vorwand, um am 21. Juli 1831 die Verfassung zurückzuziehen und die alten Regelungen wiederherzustellen.
1835 kam es zur sogenannten „Ebelebener Revolution“ und Fürst Günther musste zu Gunsten seines Sohnes Günther Friedrich Carl II. abdanken. Dieser erließ am 24. September 1841 das Landesgrundgesetz für das Fürstentum Schwarzburg-Sondershausen (LGG). Diese (oktroyierte) Verfassung schuf die Landstände (den Landtag) des Fürstentums Schwarzburg-Sondershausen.

## Die Landstände 1843 bis 1848
Die Landstände bestanden aus 13 Mitgliedern, davon 7 aus der Unterherrschaft und 6 aus der Oberherrschaft. Die Wahl erfolgte in Klassen. Unter- und Oberherrschaft bestimmten jeweils einen Abgeordneten der Ritter- und Freigutsbesitzer, einen aus dem Gelehrtenstand und einen aus dem Handelsstand. Die Städte Sondershausen und Arnstadt bestimmten je einen Abgeordneten. Greußen, Großenehrich und Clingen wählten gemeinsam einen Abgeordneten. Ebenfalls einen Vertreter wählten Gehren, Breitenbach und Langewiesen. Die bäuerlichen Grundbesitzer der Oberherrschaft wählten einen, diejenigen der Unterherrschaft zwei Abgeordnete.
Die Wahl wurde (bis auf die Klassen der Rittergutsbesitzer, Gelehrten und Handelsleuten) indirekt durch Wahlmänner vorgenommen. Das passive Wahlrecht war an ein Mindestalter von 30 Jahren und einen bleibenden Aufenthalt im Lande gebunden. Erstmals in Deutschland hatten Frauen als Besitzerinnen von Rittergütern das aktive Wahlrecht.
Die Abgeordneten wurden für eine Amtszeit von 8 Jahren gewählt (§131 LGG). Für die Abgeordneten wurde jeweils auch ein erster und ein zweiter Stellvertreter gewählt, die das Mandat im Fall des Ausscheidens des gewählten Abgeordneten übernahmen (§127 LGG). Der Landtag musste mindestens alle vier Jahre einberufen werden (§108 LGG).
Die ersten Wahlen wurden auf den 6. Januar 1842 angesetzt. Allerdings machte ein heftiger Streit zwischen der Stadt Arnstadt und dem Fürsten um Finanzfragen eine Durchführung der Wahl in Arnstadt zunächst unmöglich. Erst nach Beilegung des Streites konnten dort im August 1843 die Wahlen abgeschlossen werden. Der 1. Landtag trat daher erst am 31. August 1843 zu seiner ersten Sitzung zusammen.
Nach § 174 LGG wurde der Direktor (Parlamentspräsident) vom Fürsten ernannt. Der Fürst konnte hierbei aus einer Liste von vier vom Parlament gewählten Kandidaten wählen. Ein weiterer Kandidat aus dieser Liste wurde vom Fürsten zum Vizepräsidenten ernannt. Im Fall des ersten Landtags folgte der Fürst der Wahl des Landtags und ernannte den erstplatzierten Theodor Zimmermann zum Landtagspräsidenten. Dieser nahm die Ernennung jedoch nicht an, so dass der Fürst mit Eduard Huschke nun den zweitplatzierten Kandidaten ernannte.
Die Beschlüsse des 1. Landtags wurden am 16. Mai 1844 gemäß Tradition der historischen Landstände in Form eines Landtagsabschieds zusammengestellt.

## Die Märzrevolution
Auch im Fürstentum Schwarzburg-Sondershausen brach im März 1848 die Revolution aus. Der Fürst reagierte auf die Unruhen mit einer Fürstlichen Proklamation vom 13. März 1848, ohne konkrete Zusagen zu treffen. Landtagspräsident Eduard Huschke stieß, als er diese Proklamation der Greußener Bürgerversammlung vortrug, auf so massiven Widerspruch, dass er sein Mandat aufgab. Am 14. März versammelten sich die Demonstranten in der Residenz. In seiner Proklamation vom 14. März 1848 gab der Fürst nun in allen Punkten nach und ernannte am 17. März Friedrich Chop zum Chef des Geheimratskollegiums.
Der Landtag erkannte, dass er kein Vertrauen des Volkes hatte und forderte seine Auflösung. Dies erfolgte am 27. März 1848. Da der alte Landtag kein neues Wahlgesetz beschlossen hatte, erfolgte die Wahl des neuen Landtags nach dem alten ständischen Recht.
Die wichtigste Aufgabe des so gewählten 3. Landtags war es daher, die Verfassung und das Wahlrecht neu zu fassen und Neuwahlen herbeizuführen. Nach langen Diskussionen, ob eine direkte Wahl (die Forderung der Opposition um Carl Rebling) oder eine indirekte Wahl (dies war die Position des Märzministeriums Friedrich Chop) angemessen sei, wurde am 3. Oktober 1848 die Verfassungsänderung und das neue Wahlgesetz im Sinne der Regierung mit der notwendigen ⅔-Mehrheit verabschiedet.
Nunmehr waren in 12 Wahlkreisen (in indirekter, aber gleicher und geheimer Wahl) 14 Abgeordnete zu wählen. Die Städte Arnstadt und Sondershausen hatten je zwei Abgeordnete. Die restlichen 10 Wahlkreise waren Ein-Personen-Wahlkreise. Dies waren für die Unterherrschaft Greußen, Großenehrich, Hachelbich, Schernberg, Ebeleben und Holzthaleben. In der Oberherrschaft waren es Plaue, Langewiesen, Gehren und Groß-Breitenbach. Passives Wahlrecht hatten Männer ab 25 Jahren. 
Der neue „zur Vereinbarung der Verfassung berufene“ Landtag wurde bis Ende Januar 1849 gewählt und trat am 4. Juni 1849 erstmals zusammen. Bereits vorher, vom 10. Dezember 1848 bis zum 22. Januar 1849, hatte eine Kommission unter Wilhelm Hülsemann einen Verfassungsentwurf erarbeitet, der den liberalen Vorstellungen der Zeit entsprach. Der Landtag befasste sich mit der Verfassung und einigte sich auf einen Text, der alle Stimmen erhielt bis auf die des Radikaldemokraten Dr. August Umbreit. Das (verabredete, nicht oktroyierte) Verfassungsgesetz für das Fürstenthum Schwarzburg-Sondershausen wurde am 12. Dezember 1849 vom Fürsten unterzeichnet und am 20. Dezember 1849 veröffentlicht. Der Landtag sollte nach der Verfassung auf 4 statt auf 8 Jahre gewählt werden. Die Abgeordneten wurden in 18 Ein-Personen-Wahlkreisen in gleicher, unmittelbarer und geheimer Wahl gewählt. Der Landtag erhielt das Recht, aus eigenem Willen zusammenzutreten und seinen Vorsitzenden selbst zu wählen. Es blieb jedoch bei dem Recht des Fürsten, die Regierung zu ernennen und zu entlassen.
Der Landtag beschloss darüber hinaus eine Reihe von Reformgesetzen, die vielfach auch in der Reaktionsära Bestand hatten.

## Der Sieg der Reaktion
Nach dem Scheitern der deutschen Revolution wurden auch in den Ländern die liberalen demokratischen Verfassungen revidiert. Die Bundesversammlung des Deutschen Bundes forderte am 23. August 1851, dass die Regelungen der Landesverfassungen an die Bestimmungen der Bundesakte anzupassen seien. Es war das Märzministerium Chop, das die Aufgabe hatte, eine solche restaurative Verfassung in den Landtag einzubringen. Jedoch zeigte sich schon bei der Konstitution des Landtags, dass Chop dort keine Mehrheit hatte. Er bat den Fürsten um seine Entlassung, die dieser genehmigte. Der nun von der Regierung unter Friedrich Schönemann entwickelte und Ende Juli 1852 mit 13 zu drei Stimmen im Landtag angenommene Entwurf war nicht mehr auf Gleichheitsgrundsätzen aufgebaut. Im Vergleich zu anderen Staaten konnten jedoch wesentliche Teile des 1848er Erbes erhalten werden.
Zusammensetzung des künftigen Landtags:
(a) Bis zu vier auf Lebenszeit ernannte Mitglieder, die von den gewählten Abgeordneten aus einer vom Fürsten präsentierten Liste gewählt wurden
(b) Fünf Abgeordnete, je einer gewählt von den jeweils 100 höchstbesteuerten Bürgern von Sondershausen, von Greußen, von Ebeleben, von Arnstadt und von Gehren
(c) Zehn Abgeordnete gewählt von den restlichen („allgemeinen“) Wahlberechtigten (je zwei für jeden Landratsamtsbezirk)
Alle Wahlen waren geheim und (bis auf (a)) direkt. Die Wahlperiode blieb auf vier Jahre festgesetzt. Im Vergleich zur späteren Entwicklung beachtenswert: Die „allgemeinen“ Wahlberechtigten (c) bestimmten immer noch eine Mehrzahl der Landtagsmitglieder (10 gegen 9).

## Die Verfassung von 1857
Die Maßnahmen der Regierung von Elsner mit dem Wahlgesetz von 1856 und der Verfassung von 1857 reduzierten den demokratischen Charakter des Landtags weiter.
Zusammensetzung des künftigen Landtags:
(a) Bis zu fünf auf Lebenszeit vom Fürsten ernannte Mitglieder
(b) Fünf Abgeordnete, gewählt von den 300 höchstbesteuerten Bürgern des Fürstentums, je einer gewählt in Sondershausen, Greußen, Ebeleben, Arnstadt und Gehren
(c) Fünf Abgeordnete gewählt von den restlichen („allgemeinen“) Wahlberechtigten (je einer für jeden Landratsamtsbezirk)
Die „allgemeinen“ Wahlen nach (c) waren indirekt (mit Wahlmännern); alle Wahlen (einschließlich die der Wahlmänner) waren öffentlich. Das passive Wahlalter war auf 30 Jahre heraufgesetzt.
In der Folge war zum einen eine Regierungsmehrheit im Landtag dauerhaft gesichert. Auf der anderen Seite starb das Interesse der Bürger am Landtag weitgehend ab, was an der Höhe der Wahlbeteiligung deutlich wurde.

## Novemberrevolution
Mit der Novemberrevolution endete die Geschichte des Fürstentums Schwarzburg-Sondershausen und damit die seines Landtags. Der Freistaat Schwarzburg-Sondershausen wurde ausgerufen und der Landtag des Freistaats Schwarzburg-Sondershausen wurde Nachfolger des Landtags des Fürstentums.

## Gebäude

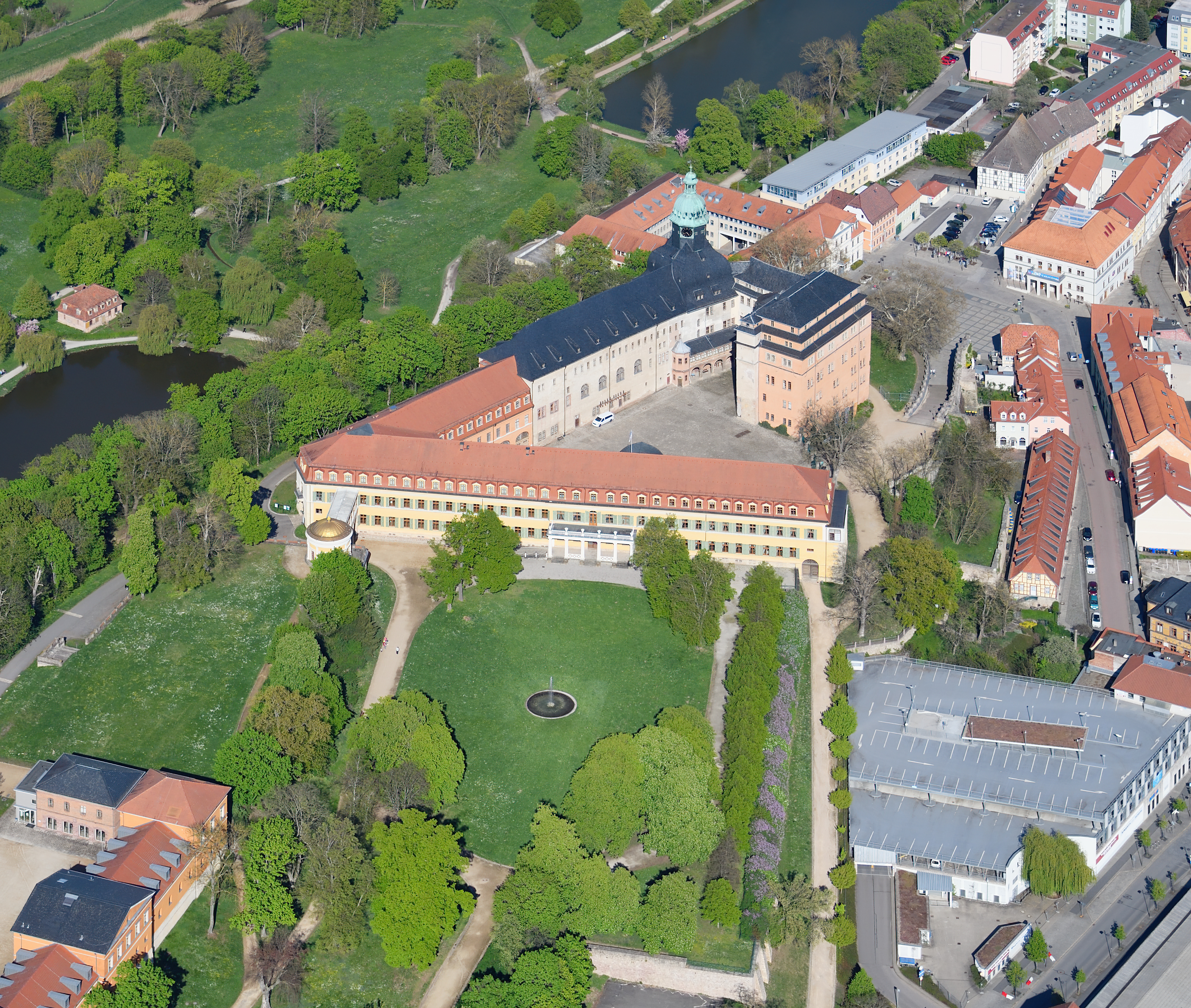
Schloss Sondershausen, Landtagssitz 1851 und 1853

Der Landtag hatte seinen Sitz in Sondershausen. Dort tagte er von 1843 bis 1851 im Ständesaal im obersten Stock des Ministerialgebäudes in der Lohstrasse (im Zweiten Weltkrieg zerstört). Zwischen 1851 und 1853 wurde der Weiße (heute: Blauer) Saal des Schlosses genutzt. 1853 bis 1868 tagte man im Ständesaal (Schwurgerichtssaal) im von Carl Scheppig erbauten Gebäude des Kreisgerichtes (heute Amtsgericht Sondershausen). 1868 bis 1923 wurde der Landtagssaal im Ministerialgebäude (dem vorherigen Prinzenpalais) am Markt, dem heutigen Landtagsamt genutzt.

## Abgeordnete

### Präsidenten
- Ernst Wilhelm Gottfried Hallensleben: (Interimistisch) vom 31. August bis 13. September 1843
- Theodor Zimmermann: Als Landtagsdirektor am 9. September 1843 gewählt, das Amt aber nicht angenommen; Neuwahl 12. September 1843
- Eduard Huschke: Vom 13. September 1843 bis 20. Dezember 1844 und vom 28. Juni 1847 bis 20. März 1848
- August Hirschberg: Vom 24. März 1848 bis 9. Mai 1849
- Johann Samuel Ferdinand Blumröder: Vom 4. Juni 1849 bis zum 30. Juni 1850
- Eduard Huschke: Vom 29. Dezember 1851 bis zum 23. Mai 1853
- Carl Gottschalck: Vom 28. November 1853 bis zum 31. Dezember 1855
- Eduard Huschke: Vom 1. Januar 1856 bis zum 31. Dezember 1863
- Heinrich Leopold Möller: Vom 1. Januar 1864 bis zum 31. Dezember 1867
- Carl Höland: Vom 1. Januar 1868 bis zum 31. Dezember 1871
- Reinhold Bärwinkel: Vom 1. Januar 1872 bis zum 31. Dezember 1879
- Otto Drechsler: Vom 1. Januar 1880 bis 1889
- Leopold Hartmann: Von 1889 bis zum 31. Dezember 1895
- Reinhold Bärwinkel: Vom 1. Januar 1896 bis 1898
- Max Schwing: Von 1898 bis 1902
- Carl Maempel; Von 1902 bis zum 31. Dezember 1904
- Otto Henniger: Vom 1. Januar 1904 bis 1911
- Harald Bielfeld: Von 1911 bis zum 26. Januar 1919